# Pâté de sable
Ne doit pas être confondu avec Pâte sablée.

Un pâté de sable est un moulage constitué de sable humide, que font les enfants en jouant sur la plage ou dans un bac à sable.

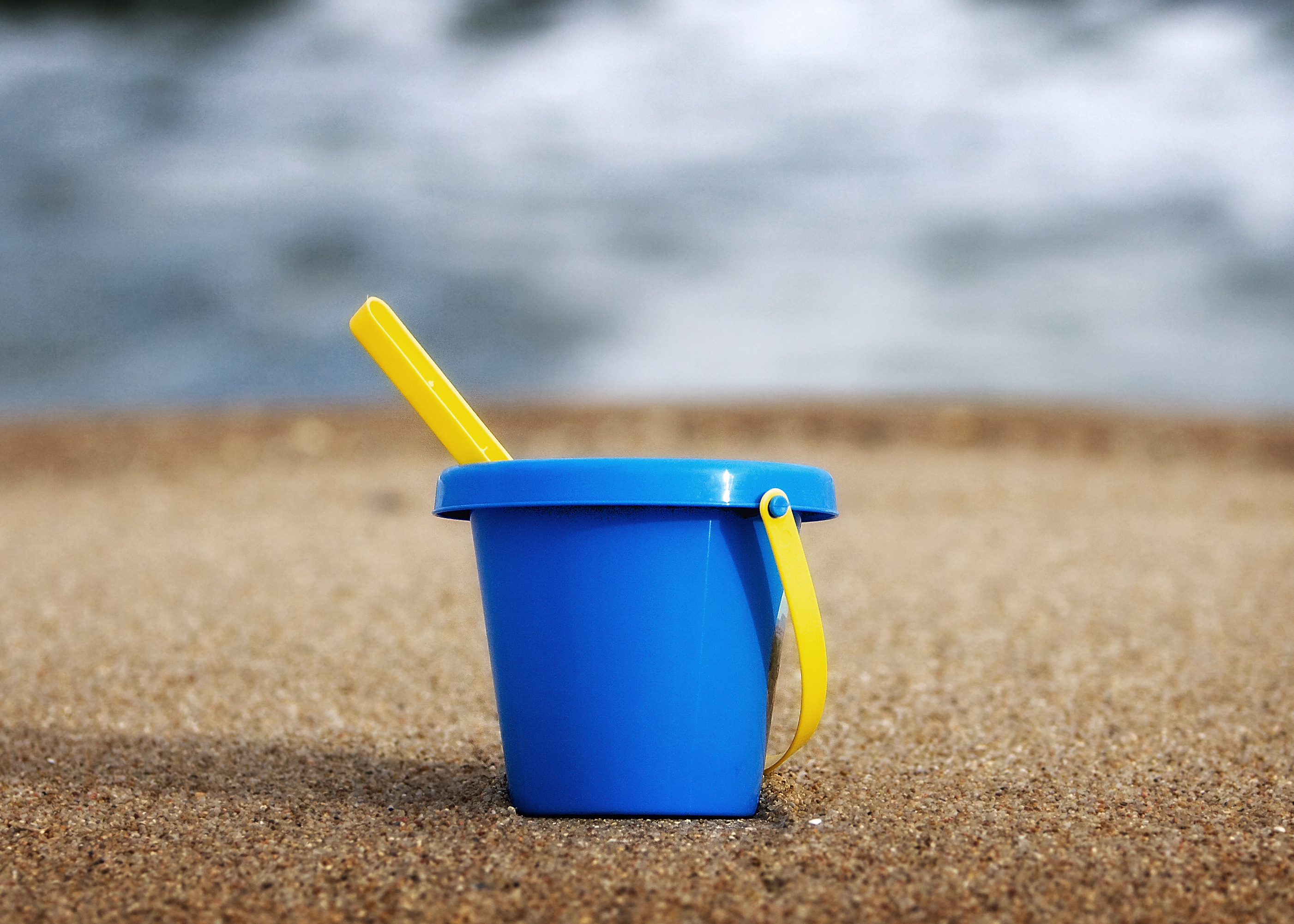
Seau servant à faire des pâtés de sable sur la plage

Les enfants utilisent des seaux en plastique coloré, et de petits outils à leur taille comme un râteau ou une pelle, afin de tasser le sable mouillé dans le seau. Ensuite, ils le retournent sur du sable lisse et peuvent l'agrémenter de coquillages ou d'algues ramassées sur le rivage.  
Dans le film Nous irons à Deauville (1962), Louis de Funès enseigne à Michel Galabru l'art difficile du pâté de sable — c'est la première scène où interagissent ces deux acteurs.
Une équipe internationale de chercheurs a estimé à 2,50 mètres la hauteur maximale théorique d'une colonne de sable de 20 centimètres de rayon. Leur article est illustré d'une photo montrant côte à côte un pâté de rayon 2 cm et de hauteur 27 cm et un pâté de rayon 7 cm et de hauteur 60 cm.